# Amblyseius anthurii
Amblyseius anthurii är en spindeldjursart som beskrevs av Schicha 1993. Amblyseius anthurii ingår i släktet Amblyseius och familjen Phytoseiidae. Inga underarter finns listade i Catalogue of Life.